# Борис Дежуловић
Борис Дежуловић (Сплит, 20. новембар 1964) је хрватски новинар и писац, најпознатији као један од оснивача сатиричног магазина Ферал трибјун.
Дежуловић је студирао историју на Сплитском универзитету. Заједно са Виктором Иванчићем и Предрагом Луцићем је био члан трија „ВИВА ЛУДЕЖ“ који је 1984. почео објављивати текстове у Недјељној Далмацији, а 1993. основао Ферал трибјун.
Године 1999. Дежуловић је напустио Ферал трибјун и придружио се недјељнику Глобус, гдје је један од колумниста.
Године 2003. објавио је Christkind, научно-фантастични роман о путовању кроз вријеме који истражује етичке дилеме око могућег убиства Хитлера као бебе. Његов други роман „Јебо сад хиљаду динара“ је објављен 2005, сатирична прича о рату у Босни, а објавио је и књигу поезије „Пјесме из Лоре“.
Дежуловић једно време живео и радио у Београду где је писао за Пешчаник, да би се поново вратио да живи у Хрватској.